# Ungersk gyllen
Ungersk gyllen är Sveriges första guldmynt. Det gavs ut 1568 och myntorten var Stockholm.